# Lijst van Amerikaanse ministers van Justitie
De minister van Justitie (Engels: Attorney General) leidt het ministerie van Justitie van de Verenigde Staten.
| Nr.    | Minister van Justitie Attorney General | Minister van Justitie Attorney General | Minister van Justitie Attorney General | Ambtstermijn                    | Ambtstermijn      | Partij(en)                     | President(en)                         | Kabinet(en)             |
| ------ | -------------------------------------- | -------------------------------------- | -------------------------------------- | ------------------------------- | ----------------- | ------------------------------ | ------------------------------------- | ----------------------- |
| 1      |                                        | Edmund Randolph                        | Edmund Randolph (1753–1813)            | 26 september 1789               | 26 januari 1794   | F                              | George Washington (1789–1797)         | Washington              |
| 2      |                                        | William Bradford                       | William Bradford (1755–1795)           | 26 januari 1794                 | 23 augustus 1795  | F                              | George Washington (1789–1797)         | Washington              |
| Vacant |                                        |                                        |                                        |                                 |                   |                                | George Washington (1789–1797)         | Washington              |
| 3      |                                        | Charles Lee                            | Charles Lee (1758–1815)                | 10 december 1795                | 4 maart 1801      | F                              | George Washington (1789–1797)         | Washington              |
| 3      | F                                      | Charles Lee                            | Charles Lee (1758–1815)                | 10 december 1795                | 4 maart 1801      | John Adams (1797–1801)         | J. Adams                              |                         |
| 4      |                                        | Levi Lincoln sr.                       | Levi Lincoln sr. (1749–1820)           | 4 maart 1801                    | 4 maart 1805      | DR                             | Thomas Jefferson (1801–1809)          | Jefferson               |
| Vacant |                                        |                                        |                                        |                                 |                   |                                | Thomas Jefferson (1801–1809)          | Jefferson               |
| 5      |                                        | John Breckinridge I                    | John Breckinridge I (1760–1806)        | 7 augustus 1805                 | 14 december 1806  | DR                             | Thomas Jefferson (1801–1809)          | Jefferson               |
| Vacant |                                        |                                        |                                        |                                 |                   |                                | Thomas Jefferson (1801–1809)          | Jefferson               |
| 6      |                                        | Caesar Augustus Rodney                 | Caesar Augustus Rodney (1772–1824)     | 20 januari 1807                 | 5 december 1811   | DR                             | Thomas Jefferson (1801–1809)          | Jefferson               |
| 6      | DR                                     | Caesar Augustus Rodney                 | Caesar Augustus Rodney (1772–1824)     | 20 januari 1807                 | 5 december 1811   | James Madison (1809–17)        | Madison                               |                         |
| Vacant |                                        |                                        |                                        |                                 |                   | James Madison (1809–17)        | Madison                               |                         |
| 7      |                                        | William Pinkney                        | William Pinkney (1764–1822)            | 10 december 1811                | 10 februari 1814  | James Madison (1809–17)        | Madison                               | DR                      |
| 8      |                                        | Richard Rush                           | Richard Rush (1780–1859)               | 10 februari 1814                | 13 november 1817  | James Madison (1809–17)        | Madison                               | F                       |
| 8      | F                                      | Richard Rush                           | Richard Rush (1780–1859)               | 10 februari 1814                | 13 november 1817  | James Monroe (1817–25)         | Monroe                                |                         |
| 9      |                                        | William Wirt                           | William Wirt (1772–1834)               | 13 november 1817                | 4 maart 1829      | James Monroe (1817–25)         | Monroe                                | DR (1817–28)            |
| 9      | AVP (1828–29)                          | William Wirt                           | William Wirt (1772–1834)               | 13 november 1817                | 4 maart 1829      | John Quincy Adams (1825–29)    | J.Q. Adams                            |                         |
| 10     |                                        | John Berrien                           | John Berrien (1781–1856)               | 4 maart 1829                    | 20 juli 1831      | D                              | Andrew Jackson (1829–1837)            | Jackson (1829–1837)     |
| 11     |                                        | Roger Taney                            | Roger Taney (1777–1864)                | 20 juli 1831                    | 15 november 1833  | D                              | Andrew Jackson (1829–1837)            | Jackson (1829–1837)     |
| 12     |                                        | Benjamin Butler                        | Benjamin Butler (1795–1858)            | 15 november 1833                | 4 juli 1838       | D                              | Andrew Jackson (1829–1837)            | Jackson (1829–1837)     |
| 12     | D                                      | Benjamin Butler                        | Benjamin Butler (1795–1858)            | 15 november 1833                | 4 juli 1838       | Martin Van Buren (1837–1841)   | Van Buren                             |                         |
| 13     |                                        | Felix Grundy                           | Felix Grundy (1777–1840)               | 4 juli 1838                     | 15 december 1839  | Martin Van Buren (1837–1841)   | Van Buren                             | D                       |
| Vacant |                                        |                                        |                                        |                                 |                   | Martin Van Buren (1837–1841)   | Van Buren                             |                         |
| 14     |                                        | Henry Gilpin                           | Henry Gilpin (1801–1860)               | 10 januari 1840                 | 4 maart 1841      | Martin Van Buren (1837–1841)   | Van Buren                             | D                       |
| 15     |                                        | John Crittenden                        | John Crittenden (1787–1863)            | 4 maart 1841                    | 11 september 1841 | W                              | William Henry Harrison (1841)         | W.H. Harrison           |
| 15     | W                                      | John Crittenden                        | John Crittenden (1787–1863)            | 4 maart 1841                    | 11 september 1841 | John Tyler (1841–1845)         | Tyler                                 |                         |
| Vacant |                                        |                                        |                                        |                                 |                   | John Tyler (1841–1845)         | Tyler                                 |                         |
| 16     |                                        | Hugh Legaré                            | Hugh Legaré (1797–1843)                | 14 september 1841               | 20 juni 1843      | John Tyler (1841–1845)         | Tyler                                 | D                       |
| Vacant |                                        |                                        |                                        |                                 |                   | John Tyler (1841–1845)         | Tyler                                 |                         |
| 17     |                                        | John Nelson                            | John Nelson (1791–1860)                | 1 juli 1843                     | 4 maart 1845      | John Tyler (1841–1845)         | Tyler                                 | W                       |
| 18     |                                        | John Mason                             | John Mason (1799–1859)                 | 4 maart 1845                    | 16 oktober 1846   | D                              | James Polk (1845–1849)                | Polk                    |
| 19     |                                        | Nathan Clifford                        | Nathan Clifford (1803–1881)            | 16 oktober 1846                 | 18 maart 1848     | D                              | James Polk (1845–1849)                | Polk                    |
| Vacant |                                        |                                        |                                        |                                 |                   |                                | James Polk (1845–1849)                | Polk                    |
| 20     |                                        | Isaac Toucey                           | Isaac Toucey (1792–1869)               | 20 juni 1848                    | 4 maart 1849      | D                              | James Polk (1845–1849)                | Polk                    |
| 21     |                                        | Reverdy Johnson                        | Reverdy Johnson (1796–1876)            | 4 maart 1849                    | 22 juli 1850      | W                              | Zachary Taylor (1849–1850)            | Taylor                  |
| 21     | W                                      | Reverdy Johnson                        | Reverdy Johnson (1796–1876)            | 4 maart 1849                    | 22 juli 1850      | Millard Fillmore (1850–1853)   | Fillmore                              |                         |
| 22     |                                        | John Crittenden                        | John Crittenden (1787–1863)            | 22 juli 1850                    | 4 maart 1853      | Millard Fillmore (1850–1853)   | Fillmore                              | W                       |
| 23     |                                        | Caleb Cushing                          | Caleb Cushing (1800–1879)              | 4 maart 1853                    | 4 maart 1857      | D                              | Franklin Pierce (1853–1857)           | Pierce                  |
| 24     |                                        | Jeremiah Black                         | Jeremiah Black (1810–1883)             | 4 maart 1857                    | 16 december 1860  | D                              | James Buchanan (1857–1861)            | Buchanan                |
| Vacant |                                        |                                        |                                        |                                 |                   |                                | James Buchanan (1857–1861)            | Buchanan                |
| 25     |                                        | Edwin Stanton                          | Edwin Stanton (1814–1869)              | 20 december 1860                | 4 maart 1861      | D                              | James Buchanan (1857–1861)            | Buchanan                |
| 26     |                                        | Edward Bates                           | Edward Bates (1793–1865)               | 4 maart 1861                    | 24 november 1864  | R                              | Abraham Lincoln (1861–1865)           | Lincoln                 |
| Vacant |                                        |                                        |                                        |                                 |                   |                                | Abraham Lincoln (1861–1865)           | Lincoln                 |
| 27     |                                        | James Speed                            | James Speed (1812–1887)                | 2 december 1864                 | 22 juli 1866      | R                              | Abraham Lincoln (1861–1865)           | Lincoln                 |
| 27     | R                                      | James Speed                            | James Speed (1812–1887)                | 2 december 1864                 | 22 juli 1866      | Andrew Johnson (1865–1869)     | A. Johnson                            |                         |
| 28     |                                        | Henry Stanbery                         | Henry Stanbery (1803–1881)             | 22 juli 1866                    | 16 juli 1868      | Andrew Johnson (1865–1869)     | A. Johnson                            | R                       |
| 29     |                                        | William Evarts                         | William Evarts (1818–1901)             | 16 juli 1868                    | 4 maart 1869      | Andrew Johnson (1865–1869)     | A. Johnson                            | R                       |
| 30     |                                        | Ebenezer Hoar                          | Ebenezer Hoar (1816–1895)              | 4 maart 1869                    | 22 november 1870  | R                              | Ulysses S. Grant (1869–1877)          | Grant                   |
| 31     |                                        | Amos Akerman                           | Amos Akerman (1821–1880)               | 22 november 1870                | 14 december 1871  | R                              | Ulysses S. Grant (1869–1877)          | Grant                   |
| 32     |                                        | George Williams                        | George Williams (1823–1910)            | 14 december 1871                | 25 april 1875     | R                              | Ulysses S. Grant (1869–1877)          | Grant                   |
| 33     |                                        | Edwards Pierrepont                     | Edwards Pierrepont (1817–1892)         | 25 april 1875                   | 22 mei 1876       | R                              | Ulysses S. Grant (1869–1877)          | Grant                   |
| 34     |                                        | Alphonso Taft                          | Alphonso Taft (1810–1891)              | 22 mei 1876                     | 4 maart 1877      | R                              | Ulysses S. Grant (1869–1877)          | Grant                   |
| Vacant | Vacant                                 | Vacant                                 | Vacant                                 | Vacant                          | Vacant            | Vacant                         | Rutherford Hayes (1877–1881)          | Hayes                   |
| 35     |                                        | Charles Devens                         | Charles Devens (1820–1891)             | 12 maart 1877                   | 4 maart 1881      | R                              | Rutherford Hayes (1877–1881)          | Hayes                   |
| 36     |                                        | Wayne MacVeagh                         | Wayne MacVeagh (1833–1917)             | 4 maart 1881                    | 16 december 1881  | R                              | James Garfield (1881)                 | Garfield                |
| 36     | R                                      | Wayne MacVeagh                         | Wayne MacVeagh (1833–1917)             | 4 maart 1881                    | 16 december 1881  | Chester Arthur (1881–1885)     | Arthur                                |                         |
| 37     |                                        | Benjamin Brewster                      | Benjamin Brewster (1816–1888)          | 16 december 1881                | 4 maart 1885      | Chester Arthur (1881–1885)     | Arthur                                | R                       |
| 38     |                                        | Augustus Garland                       | Augustus Garland (1832–1899)           | 4 maart 1885                    | 4 maart 1889      | D                              | Grover Cleveland (1885–1889)          | Cleveland I             |
| 39     |                                        | William Henry Miller                   | William Henry Miller (1840–1817)       | 4 maart 1889                    | 4 maart 1893      | R                              | Benjamin Harrison (1889–1893)         | B. Harrison (1889–1893) |
| 40     |                                        | Richard Olney                          | Richard Olney (1853–1917)              | 4 maart 1893                    | 10 juni 1895      | D                              | Grover Cleveland (1893–1897)          | Cleveland II            |
| 41     |                                        | Judson Harmon                          | Judson Harmon (1846–1927)              | 10 juni 1895                    | 4 maart 1897      | D                              | Grover Cleveland (1893–1897)          | Cleveland II            |
| 42     |                                        | Joseph McKenna                         | Joseph McKenna (1843–1926)             | 4 maart 1897                    | 25 januari 1898   | R                              | William McKinley (1897–1901)          | McKinley                |
| 43     |                                        | John Griggs                            | John Griggs (1849–1927)                | 25 januari 1898                 | 1 april 1901      | R                              | William McKinley (1897–1901)          | McKinley                |
| 44     |                                        | Philander Knox                         | Philander Knox (1853–1921)             | 1 april 1901                    | 1 juli 1904       | R                              | William McKinley (1897–1901)          | McKinley                |
| 44     | R                                      | Philander Knox                         | Philander Knox (1853–1921)             | 1 april 1901                    | 1 juli 1904       | Theodore Roosevelt (1901–1909) | T. Roosevelt (1901–1909)              |                         |
| 45     |                                        | William Moody                          | William Moody (1853–1917)              | 1 juli 1904                     | 16 december 1906  | Theodore Roosevelt (1901–1909) | T. Roosevelt (1901–1909)              | R                       |
| 46     |                                        | Charles Joseph Bonaparte               | Charles Joseph Bonaparte (1851–1921)   | 16 december 1906                | 4 maart 1909      | Theodore Roosevelt (1901–1909) | T. Roosevelt (1901–1909)              | R                       |
| 47     |                                        | George Wickersham                      | George Wickersham (1858–1936)          | 4 maart 1909                    | 4 maart 1913      | R                              | William Howard Taft (1909–1913)       | Taft (1909–1913)        |
| 48     |                                        | James McReynolds                       | James McReynolds (1862–1946)           | 4 maart 1913                    | 29 augustus 1914  | D                              | Woodrow Wilson (1913–1921)            | Wilson                  |
| 49     |                                        | Thomas Gregory                         | Thomas Gregory (1866–1933)             | 29 augustus 1914                | 4 maart 1919      | D                              | Woodrow Wilson (1913–1921)            | Wilson                  |
| 50     |                                        | Mitchell Palmer                        | Mitchell Palmer (1872–1936)            | 4 maart 1919                    | 4 maart 1921      | D                              | Woodrow Wilson (1913–1921)            | Wilson                  |
| 51     |                                        | Harry Daugherty                        | Harry Daugherty (1860–1941)            | 4 maart 1921                    | 6 april 1924      | R                              | Warren Harding (1921–1923)            | Harding                 |
| 51     | R                                      | Harry Daugherty                        | Harry Daugherty (1860–1941)            | 4 maart 1921                    | 6 april 1924      | Calvin Coolidge (1923–1929)    | Coolidge                              |                         |
| 52     |                                        | Harlan Stone                           | Harlan Stone (1872–1946)               | 6 april 1924                    | 1 maart 1925      | Calvin Coolidge (1923–1929)    | Coolidge                              | R                       |
| Vacant |                                        |                                        |                                        |                                 |                   | Calvin Coolidge (1923–1929)    | Coolidge                              |                         |
| 53     |                                        | John Sargent                           | John Sargent (1860–1939)               | 6 maart 1925                    | 4 maart 1929      | Calvin Coolidge (1923–1929)    | Coolidge                              | R                       |
| 54     |                                        | William Mitchell                       | William Mitchell (1874–1955)           | 4 maart 1929                    | 4 maart 1933      | R                              | Herbert Hoover (1929–1933)            | Hoover                  |
| 55     |                                        | Homer Cummings                         | Homer Cummings (1870–1956)             | 4 maart 1933                    | 1 januari 1939    | D                              | Franklin Delano Roosevelt (1933–1945) | F.D. Roosevelt          |
| 56     |                                        | Frank Murphy                           | Frank Murphy (1890–1949)               | 1 januari 1939                  | 18 januari 1940   | D                              | Franklin Delano Roosevelt (1933–1945) | F.D. Roosevelt          |
| 57     |                                        | Robert Jackson                         | Robert Jackson (1892–1954)             | 18 januari 1940                 | 25 augustus 1941  | D                              | Franklin Delano Roosevelt (1933–1945) | F.D. Roosevelt          |
| 58     |                                        | Francis Biddle                         | Francis Biddle (1886–1968)             | 25 augustus 1941                | 27 juni 1945      | D                              | Franklin Delano Roosevelt (1933–1945) | F.D. Roosevelt          |
| 58     |                                        | Francis Biddle                         | Francis Biddle (1886–1968)             | 25 augustus 1941                | 27 juni 1945      | D                              | Harry S. Truman (1945–1953)           | Truman                  |
| 59     |                                        | Tom Clark                              | Tom Clark (1899–1977)                  | 27 juni 1945                    | 27 juli 1949      | D                              | Harry S. Truman (1945–1953)           | Truman                  |
| 60     |                                        | Howard McGrath                         | Howard McGrath (1903–1966)             | 27 juli 1949                    | 4 april 1952      | D                              | Harry S. Truman (1945–1953)           | Truman                  |
| 61     |                                        | James McGranery                        | James McGranery (1895–1962)            | 4 april 1952                    | 20 januari 1953   | D                              | Harry S. Truman (1945–1953)           | Truman                  |
| 62     |                                        | Herbert Brownell                       | Herbert Brownell (1904–1996)           | 20 januari 1953                 | 23 oktober 1957   | R                              | Dwight D. Eisenhower (1953–1961)      | Eisenhower              |
| 63     |                                        | William Rogers                         | William Pierce Rogers (1913–2001)      | 23 oktober 1957                 | 20 januari 1961   | R                              | Dwight D. Eisenhower (1953–1961)      | Eisenhower              |
| 64     |                                        | Robert F. Kennedy                      | Robert F. Kennedy (1925–1968)          | 20 januari 1961                 | 4 september 1964  | D                              | John F. Kennedy (1961–1963)           | Kennedy                 |
| 64     | Lyndon B. Johnson (1963–1969)          | Robert F. Kennedy                      | Robert F. Kennedy (1925–1968)          | 20 januari 1961                 | 4 september 1964  | D                              | L.B. Johnson                          |                         |
| 65     | Lyndon B. Johnson (1963–1969)          |                                        | Nicholas Katzenbach                    | Nicholas Katzenbach (1922–2012) | 4 september 1964  | 28 november 1966               | L.B. Johnson                          | D                       |
| 66     | Lyndon B. Johnson (1963–1969)          |                                        | Ramsey Clark                           | Ramsey Clark (1927–2021)        | 28 november 1966  | 20 januari 1969                | L.B. Johnson                          | D                       |
| 67     |                                        | John Mitchell                          | John Mitchell (1913–1988)              | 20 januari 1969                 | 10 maart 1972     | R                              | Richard Nixon (1969–1974)             | Nixon                   |
| 68     |                                        | Richard Kleindienst                    | Richard Kleindienst (1923–2000)        | 10 maart 1972                   | 24 mei 1973       | R                              | Richard Nixon (1969–1974)             | Nixon                   |
| 69     |                                        | Elliot Richardson                      | Elliot Richardson (1920–1999)          | 24 mei 1973                     | 20 oktober 1973   | R                              | Richard Nixon (1969–1974)             | Nixon                   |
| [ 13 ] |                                        | Robert Bork                            | Robert Bork (1927–2012)                | 20 oktober 1973                 | 4 januari 1974    | R                              | Richard Nixon (1969–1974)             | Nixon                   |
| 70     |                                        | Bill Saxbe                             | Bill Saxbe (1916–2010)                 | 4 januari 1974                  | 14 januari 1975   | R                              | Richard Nixon (1969–1974)             | Nixon                   |
| 70     |                                        | Bill Saxbe                             | Bill Saxbe (1916–2010)                 | 4 januari 1974                  | 14 januari 1975   | R                              | Gerald Ford (1974–1977)               | Ford                    |
| 71     |                                        | Edward Levi                            | Edward Levi (1911–2000)                | 14 januari 1975                 | 20 januari 1977   | R                              | Gerald Ford (1974–1977)               | Ford                    |
| [ 13 ] |                                        | Dick Thornburgh                        | Dick Thornburgh (1932–2020)            | 20 januari 1977                 | 26 januari 1977   | R                              | Jimmy Carter (1977–1981)              | Carter                  |
| 72     |                                        | Griffin Bell                           | Griffin Bell (1918–2009)               | 26 januari 1977                 | 16 augustus 1979  | D                              | Jimmy Carter (1977–1981)              | Carter                  |
| 73     |                                        | Benjamin Civiletti                     | Benjamin Civiletti (1935–2022)         | 16 augustus 1979                | 20 januari 1981   | D                              | Jimmy Carter (1977–1981)              | Carter                  |
| 74     |                                        | William French Smith                   | William French Smith (1917–1990)       | 20 januari 1981                 | 25 februari 1985  | R                              | Ronald Reagan (1981–1989)             | Reagan                  |
| 75     |                                        | Ed Meese                               | Ed Meese (1931)                        | 25 februari 1985                | 12 augustus 1988  | R                              | Ronald Reagan (1981–1989)             | Reagan                  |
| 76     |                                        | Dick Thornburgh                        | Dick Thornburgh (1932–2020)            | 12 augustus 1988                | 15 augustus 1991  | R                              | Ronald Reagan (1981–1989)             | Reagan                  |
| 76     |                                        | Dick Thornburgh                        | Dick Thornburgh (1932–2020)            | 12 augustus 1988                | 15 augustus 1991  | R                              | George H.W. Bush (1989–1993)          | G.H.W. Bush             |
| [ 13 ] |                                        | Bill Barr                              | Bill Barr (1950)                       | 15 augustus 1991                | 15 november 1991  | R                              | George H.W. Bush (1989–1993)          | G.H.W. Bush             |
| 77     | 15 augustus 1991                       | Bill Barr                              | Bill Barr (1950)                       | 20 januari 1993                 |                   | R                              | George H.W. Bush (1989–1993)          | G.H.W. Bush             |
| [ 13 ] |                                        |                                        | Stuart Gerson (1944)                   | 20 januari 1993                 | 11 maart 1993     | R                              | Bill Clinton (1993–2001)              | Clinton                 |
| 78     |                                        | Janet Reno                             | Janet Reno (1938–2016)                 | 11 maart 1993                   | 20 januari 2001   | D                              | Bill Clinton (1993–2001)              | Clinton                 |
| [ 13 ] |                                        | Eric Holder                            | Eric Holder (1951)                     | 20 januari 2001                 | 2 februari 2001   | D                              | George W. Bush (2001–2009)            | G.W. Bush               |
| 79     |                                        | John Ashcroft                          | John Ashcroft (1942)                   | 2 februari 2001                 | 3 februari 2005   | R                              | George W. Bush (2001–2009)            | G.W. Bush               |
| 80     |                                        | Alberto Gonzales                       | Alberto Gonzales (1955)                | 3 februari 2005                 | 17 september 2007 | R                              | George W. Bush (2001–2009)            | G.W. Bush               |
| [ 13 ] |                                        | Paul Clement                           | Paul Clement (1966)                    | 17 september 2007               | 18 september 2007 | R                              | George W. Bush (2001–2009)            | G.W. Bush               |
| [ 13 ] |                                        | Peter Keisler                          | Peter Keisler (1960)                   | 18 september 2007               | 9 november 2007   | R                              | George W. Bush (2001–2009)            | G.W. Bush               |
| 81     |                                        | Michael Mukasey                        | Michael Mukasey (1941)                 | 9 november 2007                 | 20 januari 2009   | R                              | George W. Bush (2001–2009)            | G.W. Bush               |
| [ 13 ] |                                        | Mark Filip                             | Mark Filip (1966)                      | 20 januari 2009                 | 3 februari 2009   | R                              | Barack Obama (2009–2017)              | Obama                   |
| 82     |                                        | Eric Holder                            | Eric Holder (1951)                     | 3 februari 2009                 | 27 april 2015     | D                              | Barack Obama (2009–2017)              | Obama                   |
| 83     |                                        | Loretta Lynch                          | Loretta Lynch (1959)                   | 27 april 2015                   | 20 januari 2017   | D                              | Barack Obama (2009–2017)              | Obama                   |
| [ 13 ] |                                        | Sally Yates                            | Sally Yates (1960)                     | 20 januari 2017                 | 30 januari 2017   | D                              | Donald Trump (2017–2021)              | Trump I                 |
| [ 13 ] |                                        | Dana Boente                            | Dana Boente (1954)                     | 30 januari 2017                 | 9 februari 2017   | O                              | Donald Trump (2017–2021)              | Trump I                 |
| 84     |                                        | Jeff Sessions                          | Jeff Sessions (1946)                   | 9 februari 2017                 | 7 november 2018   | R                              | Donald Trump (2017–2021)              | Trump I                 |
| [ 13 ] |                                        | Matthew Whitaker                       | Matthew Whitaker (1969)                | 7 november 2018                 | 14 februari 2019  | R                              | Donald Trump (2017–2021)              | Trump I                 |
| 85     |                                        | Bill Barr                              | Bill Barr (1950)                       | 14 februari 2019                | 22 december 2020  | R                              | Donald Trump (2017–2021)              | Trump I                 |
| [ 13 ] |                                        | Jeff Rosen                             | Jeff Rosen (1958)                      | 22 december 2020                | 20 januari 2021   | R                              | Donald Trump (2017–2021)              | Trump I                 |
| [ 13 ] |                                        | Monty Wilkinson                        | Monty Wilkinson (1960)                 | 20 januari 2021                 | 11 maart 2021     | D                              | Joe Biden (2021–2025)                 | Biden                   |
| 86     |                                        | Merrick Garland                        | Merrick Garland (1952)                 | 11 maart 2021                   | 20 januari 2025   | O                              | Joe Biden (2021–2025)                 | Biden                   |
| [ 13 ] |                                        |                                        | James McHenry                          | 20 januari 2025                 | 5 februari 2025   | R                              | Donald Trump (2025–heden)             | Trump II                |
| 87     |                                        | Pam Bondi                              | Pam Bondi (1965)                       | 5 februari 2025                 | heden             | R                              | Donald Trump (2025–heden)             | Trump II                |

## Onderministers van Justitie (1969–heden)
| Nr.    | Onderminister van Justitie Deputy Attorney General | Onderminister van Justitie Deputy Attorney General | Onderminister van Justitie Deputy Attorney General | Ambtstermijn              | Ambtstermijn      | Partij(en)                 | President(en)             | Kabinet(en) |
| ------ | -------------------------------------------------- | -------------------------------------------------- | -------------------------------------------------- | ------------------------- | ----------------- | -------------------------- | ------------------------- | ----------- |
| 10     |                                                    | Richard Kleindienst                                | Richard Kleindienst (1923–2000)                    | 20 januari 1969           | 12 juni 1972      | R                          | Richard Nixon (1969–1974) | Nixon       |
| Vacant |                                                    |                                                    |                                                    |                           |                   |                            | Richard Nixon (1969–1974) | Nixon       |
| 11     |                                                    |                                                    | Ralph Erickson (1928)                              | 28 juli 1972              | 3 februari 1973   | R                          | Richard Nixon (1969–1974) | Nixon       |
| 12     |                                                    |                                                    | Joseph Sneed (1920–2008)                           | 3 februari 1973           | 9 juli 1973       | R                          | Richard Nixon (1969–1974) | Nixon       |
| 13     |                                                    | Bill Ruckelshaus                                   | Bill Ruckelshaus (1932–2019)                       | 9 juli 1973               | 20 oktober 1973   | R                          | Richard Nixon (1969–1974) | Nixon       |
| Vacant |                                                    |                                                    |                                                    |                           |                   |                            | Richard Nixon (1969–1974) | Nixon       |
| 14     |                                                    | Laurence Silberman                                 | Laurence Silberman (1935–2022)                     | 20 januari 1974           | 5 april 1975      | R                          | Richard Nixon (1969–1974) | Nixon       |
| 14     | R                                                  | Laurence Silberman                                 | Laurence Silberman (1935–2022)                     | 20 januari 1974           | 5 april 1975      | Gerald Ford (1974–1977)    | Ford                      |             |
| 15     |                                                    |                                                    | Harold Tyler (1925–2005)                           | 5 april 1975              | 20 januari 1977   | Gerald Ford (1974–1977)    | Ford                      | R           |
| Vacant | Vacant                                             | Vacant                                             | Vacant                                             | Vacant                    | Vacant            | Vacant                     | Jimmy Carter (1977–1981)  | Carter      |
| 16     |                                                    | Peter Flaherty                                     | Peter Flaherty (1924–2005)                         | 12 april 1977             | 10 december 1977  | D                          | Jimmy Carter (1977–1981)  | Carter      |
| Vacant |                                                    |                                                    |                                                    |                           |                   |                            | Jimmy Carter (1977–1981)  | Carter      |
| 17     |                                                    | Benjamin Civiletti                                 | Benjamin Civiletti (1935–2022)                     | 16 mei 1978               | 16 augustus 1979  | D                          | Jimmy Carter (1977–1981)  | Carter      |
| [ 13 ] |                                                    | Charles Ruff                                       | Charles Ruff (1939–2000)                           | 16 augustus 1979          | 27 februari 1980  | D                          | Jimmy Carter (1977–1981)  | Carter      |
| 18     |                                                    |                                                    | Charles Renfrew (1928–2017)                        | 27 februari 1980          | 20 januari 1981   | D                          | Jimmy Carter (1977–1981)  | Carter      |
| 19     |                                                    |                                                    | Edward Schmults (1931)                             | 20 januari 1981           | 3 februari 1984   | R                          | Ronald Reagan (1981–1989) | Reagan      |
| Vacant |                                                    |                                                    |                                                    |                           |                   |                            | Ronald Reagan (1981–1989) | Reagan      |
| 20     |                                                    |                                                    | Carol Dinkins (1945)                               | 24 mei 1984               | 25 september 1985 | R                          | Ronald Reagan (1981–1989) | Reagan      |
| 21     |                                                    | Lowell Jensen                                      | Lowell Jensen (1928)                               | 25 september 1985         | 25 juni 1986      | R                          | Ronald Reagan (1981–1989) | Reagan      |
| Vacant |                                                    |                                                    |                                                    |                           |                   |                            | Ronald Reagan (1981–1989) | Reagan      |
| 22     |                                                    | Arnold Burns                                       | Arnold Burns (1930–2013)                           | 18 juli 1986              | 28 juli 1988      | R                          | Ronald Reagan (1981–1989) | Reagan      |
| 23     |                                                    |                                                    | Harold Christensen (1926–2012)                     | 28 juli 1988              | 22 mei 1989       | R                          | Ronald Reagan (1981–1989) | Reagan      |
| 23     | R                                                  | George H.W. Bush (1989–1993)                       | Harold Christensen (1926–2012)                     | 28 juli 1988              | 22 mei 1989       | G.H.W. Bush                |                           |             |
| 24     |                                                    | George H.W. Bush (1989–1993)                       |                                                    | Donald Ayer (1949)        | 22 mei 1989       | G.H.W. Bush                | 11 mei 1990               | R           |
| Vacant |                                                    | George H.W. Bush (1989–1993)                       |                                                    |                           |                   | G.H.W. Bush                |                           |             |
| 25     |                                                    | George H.W. Bush (1989–1993)                       | Bill Barr                                          | Bill Barr (1950)          | 26 mei 1990       | G.H.W. Bush                | 26 november 1991          | R           |
| 26     |                                                    | George H.W. Bush (1989–1993)                       | George Terwilliger                                 | George Terwilliger (1950) | 26 november 1991  | G.H.W. Bush                | 20 januari 1999           | R           |
| Vacant | Vacant                                             | Vacant                                             | Vacant                                             | Vacant                    | Vacant            | Vacant                     | Bill Clinton (1993–2001)  | Clinton     |
| 27     |                                                    | Philip Heymann                                     | Philip Heymann (1932–2021)                         | 28 mei 1993               | 18 maart 1994     | D                          | Bill Clinton (1993–2001)  | Clinton     |
| 28     |                                                    | Jamie Gorelick                                     | Jamie Gorelick (1950)                              | 18 maart 1994             | 17 mei 1997       | D                          | Bill Clinton (1993–2001)  | Clinton     |
| Vacant |                                                    |                                                    |                                                    |                           |                   |                            | Bill Clinton (1993–2001)  | Clinton     |
| 29     |                                                    | Eric Holder                                        | Eric Holder (1951)                                 | 13 juni 1997              | 2 februari 2001   | D                          | Bill Clinton (1993–2001)  | Clinton     |
| 29     | D                                                  | Eric Holder                                        | Eric Holder (1951)                                 | 13 juni 1997              | 2 februari 2001   | George W. Bush (2001–2009) | G.W. Bush                 |             |
| [ 13 ] |                                                    | Robert Mueller                                     | Robert Mueller (1944)                              | 2 februari 2001           | 10 mei 2001       | George W. Bush (2001–2009) | G.W. Bush                 | R           |
| 30     |                                                    | Larry Thompson                                     | Larry Thompson (1945)                              | 10 mei 2001               | 31 augustus 2003  | George W. Bush (2001–2009) | G.W. Bush                 | R           |
| Vacant |                                                    |                                                    |                                                    |                           |                   | George W. Bush (2001–2009) | G.W. Bush                 |             |
| 31     |                                                    | James Comey                                        | James Comey (1960)                                 | 10 november 2003          | 15 augustus 2005  | George W. Bush (2001–2009) | G.W. Bush                 | R           |
| [ 13 ] |                                                    | Robert McCallum                                    | Robert McCallum (1946)                             | 15 augustus 2005          | 16 maart 2006     | George W. Bush (2001–2009) | G.W. Bush                 | R           |
| 32     |                                                    | Paul McNulty                                       | Paul McNulty (1958)                                | 16 maart 2006             | 27 juli 2007      | George W. Bush (2001–2009) | G.W. Bush                 | R           |
| [ 13 ] |                                                    | Craig Morford                                      | Craig Morford (1959)                               | 27 juli 2007              | 10 maart 2008     | George W. Bush (2001–2009) | G.W. Bush                 | O           |
| 33     |                                                    | Mark Filip                                         | Mark Filip (1966)                                  | 10 maart 2008             | 3 februari 2009   | George W. Bush (2001–2009) | G.W. Bush                 | R           |
| 33     | R                                                  | Mark Filip                                         | Mark Filip (1966)                                  | 10 maart 2008             | 3 februari 2009   | Barack Obama (2009–2017)   | Obama                     |             |
| Vacant |                                                    |                                                    |                                                    |                           |                   | Barack Obama (2009–2017)   | Obama                     |             |
| 34     |                                                    | David Ogden                                        | David Ogden (1953)                                 | 12 maart 2009             | 5 februari 2010   | Barack Obama (2009–2017)   | Obama                     | D           |
| [ 13 ] |                                                    |                                                    | Gary Grindler (1950)                               | 5 februari 2010           | 30 december 2010  | Barack Obama (2009–2017)   | Obama                     | D           |
| 35     |                                                    | David Ogden                                        | James Cole (1952)                                  | 30 december 2010          | 10 januari 2015   | Barack Obama (2009–2017)   | Obama                     | D           |
| 36     |                                                    | Sally Yates                                        | Sally Yates (1960)                                 | 10 januari 2015           | 30 januari 2017   | Barack Obama (2009–2017)   | Obama                     | D           |
| 36     | D                                                  | Sally Yates                                        | Sally Yates (1960)                                 | 10 januari 2015           | 30 januari 2017   | Donald Trump (2017–2021)   | Trump                     |             |
| Vacant |                                                    |                                                    |                                                    |                           |                   | Donald Trump (2017–2021)   | Trump                     |             |
| [ 13 ] |                                                    | Dana Boente                                        | Dana Boente (1954)                                 | 9 februari 2017           | 25 april 2017     | Donald Trump (2017–2021)   | Trump                     | O           |
| 37     |                                                    | Rod Rosenstein                                     | Rod Rosenstein (1965)                              | 25 april 2017             | 13 mei 2019       | Donald Trump (2017–2021)   | Trump                     | R           |
| [ 13 ] |                                                    | Ed O'Callaghan                                     | Ed O'Callaghan (1969)                              | 13 mei 2019               | 22 mei 2019       | Donald Trump (2017–2021)   | Trump                     | R           |
| 38     |                                                    | Jeff Rosen                                         | Jeff Rosen (1958)                                  | 22 mei 2019               | 22 december 2020  | Donald Trump (2017–2021)   | Trump                     | R           |
| [ 13 ] |                                                    | Richard Donoghue                                   | Richard Donoghue                                   | 22 december 2020          | 20 januari 2021   | Donald Trump (2017–2021)   | Trump                     | R           |
| [ 13 ] |                                                    | John Carlin                                        | John Carlin (1973)                                 | 20 januari 2021           | 21 april 2021     | D                          | Joe Biden (2021–2025)     | Biden       |
| 39     |                                                    | Lisa Monaco                                        | Lisa Monaco (1968)                                 | 21 april 2021             | 20 januari 2025   | D                          | Joe Biden (2021–2025)     | Biden       |